# حبيب على مقاسي 2
حبيب على مقاسي 2 (بالإنجليزية: Tall Girl 2)‏ هو فيلم كوميدي رومانسي أمريكي لعام 2022، من إخراج إميلي تينغ، ومن سيناريو سام ولفسون، ومن بطولة آفا ميشيل وسابرينا كاربنتر وغريفين غلوك وستيف زان، وهو تكملة لفيلم حبيب على مقاسي لعام 2019، صدر الفيلم في 11 فبراير 2022.

## روابط خارجية
- حبيب على مقاسي 2 على موقع IMDb (الإنجليزية)
- حبيب على مقاسي 2 على موقع ميتاكريتيك (الإنجليزية)
- حبيب على مقاسي 2 على موقع نتفليكس (الإنجليزية)
- حبيب على مقاسي 2 على موقع فيلمافينيتي (الإسبانية)
- حبيب على مقاسي 2 على موقع قاعدة بيانات الفيلم (الإنجليزية)
- حبيب على مقاسي 2 على موقع ليتربوكسد (الإنجليزية)
- حبيب على مقاسي 2 على موقع كينوبويسك (الروسية)